# Revista digital
Una revista digital és una revista publicada amb format digital a internet - mitjançant un Bulletin Board System (Sistema de Taulell d'Anuncis) o alguna altra forma de xarxa informàtica - que està formada per una seqüència de continguts que tracten sobre un mateix tema. La Revista digital té una interfície lògica i en un flux UX (experiència d'usuari), capaç de permetre que l'usuari interactuï i s'interconnecti amb altres xarxes socials.
Algunes Revistes digitals distribuïdes a través de la World Wide Web s'anomenen webzines. Una ezine (o e-zine) és un terme més especialitzat que s'utilitza adequadament per a petites revistes i butlletins informatius distribuïts per qualsevol mètode electrònic, per exemple, per correu electrònic. Així com també trobem alguns grups de xarxes socials que utilitzen els termes cyberzine o hyperzine per referir-se a recursos de distribució electrònica.

## Formats de revistes digitals
Una edició digital d'una revista es pot publicar amb diferents formats:
- PDF interactiu: es pot descarregar des d'una web.
- PDF estàtic: és una rèplica de la versió impresa i també és descarregable des d'una web o situada en una app.
- Quioscs digitals que trobem a les botigues d'apps: aplicacions mòbils que contenen nombroses revistes digitals.
- Pàgines webs que funcionen com a revistes.

## Història
A finals dels anys 90, els editors d'e-zine van començar a adaptar-se a les qualitats interactives i informatives d'Internet en lloc de simplement duplicar revistes impreses a la xarxa. Una de les primeres revistes en convertir-se en format de revista en línia i deixar el format d'impressió va ser la revista informàtica Datamation.
Salon.com, fundada el juliol de 1995 per David Talbot, es va llançar amb una considerable exposició als mitjans de comunicació i avui reporta 5,8 milions de visitants únics mensuals. A principis del 2000, algunes webzines van començar a aparèixer en format imprès per complementar les seves versions en línia.